# Český pomologický ústav
Český pomologický ústav v Brně-Bohunicích byl založen jako instituce zabývající se ovocnářstvím. Zřízení Pomologického ústavu v Bohunicích u Brna prosadil František Suchý, který se stal jeho ředitelem. Budova bývalého ústavu se nachází v ulici Lány 34 (původně Na lánech), č. p. 161

## Historie
Vyučování bylo zahájeno 4. února 1901, ovšem stavba budovy byla dokončena až v roce 1903 a začala se používat 5. července 1904. V roce 1913 se ředitelem školy stal František Markus. Během těchto let byl upraven park a postaven skleník. Škola byla přejmenována na Zemský pomologický ústav (obec byla původně pojmenována „Bohonice“ teprve později „Bohunice“), výuka trvala jeden rok. Během ředitelování Jana Cíglera v roce 1919 byla zahájena dvouletá výuka a předměty již pokrývaly celý rozsah zahradnického oboru. Škola dostala název Zemský zahradnicko-ovocnářský ústav. O rozšíření technického zázemí, budování účelových staveb, elektrifikaci, rozvody vody, se zasloužil ředitel František Markus, který zde působil do roku 1936. V roce 1938 nastoupil na místo ředitele T. Steinbhlink. Ten vedl nyní státní školu, pojmenovanou Ovocnicko-zahradnická škola. Roku 1956 se stal ředitelem Vladimír Dvorský, který nechal provést některé přestavby a dal vystavět internát. V Brně tak vznikl jeden z největších zahradnických komplexů v republice, o který byl velký zájem mezi mládeží. Pětiletá docházka v rozsahu středoškolského odborného vzdělání byla zakončena maturitou. Škola nabízela vzdělání jako Střední zemědělská technická škola Brno - Bohunice (SZTŠ) dvouleté nástavbové studium pro absolventy všeobecně vzdělávacích škol (gymnázií), dvouleté pro studenty učilišť, čtyřleté pro studenty základních škol a jako Odborná škola nabízela škola dvouleté studium v oboru sadovník-školkař ukončené závěrečnou zkouškou.
Během let 1971 - 1977 byla škola spojena s učňovskou školou v Rajhradě u Brna. Výuka probíhala částečně v Rajhradě a částečně v Brně.
V roce 1981 je škola již výhradně čtyřletá jako SZTŠ, v roce 1987 jako Střední zemědělská škola Brno - Bohunice (SZeŠ). Ředitelem školy se stal od roku 1982 ing. Oldřich Stávek. V devadesátých letech je škola přejmenována na Střední zahradnická škola Brno - Bohunice.
V první dekádě 21. století nastoupil jako ředitel PaedDr.Marek Kňažík. Krátce poté, pod jeho vedením, v roce 2004 byla Střední zahradnická škola Brno - Bohunice, Lány 34, zrušena. Výuka byla převedena do SOU Rajhrad. Jako odůvodnění bývá uváděno, že část pozemků u školy byla restituována nebo že byl malý zájem o vzdělávání v oboru zahradnictví.

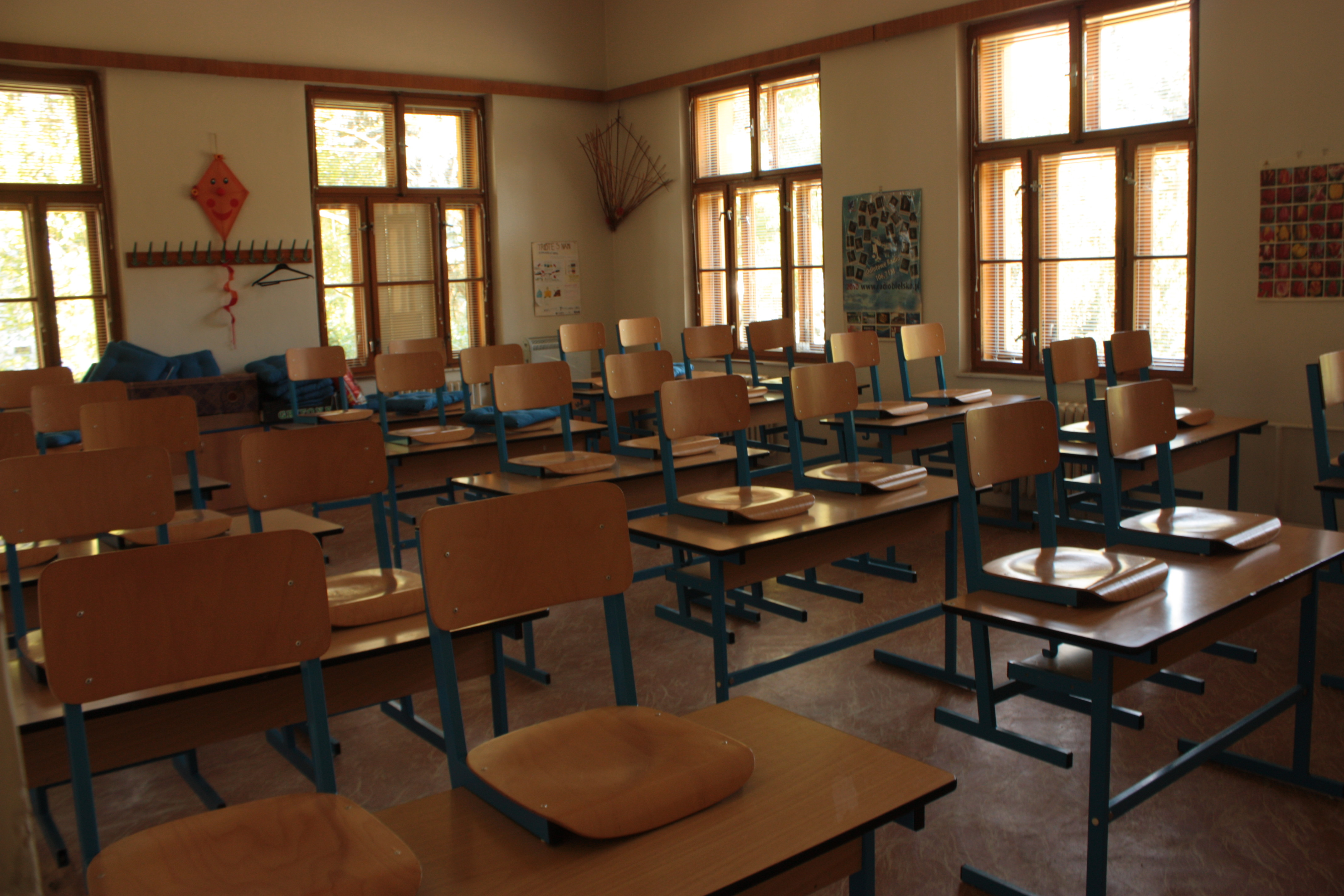
Učebna v hlavní budově, v prvním patře.
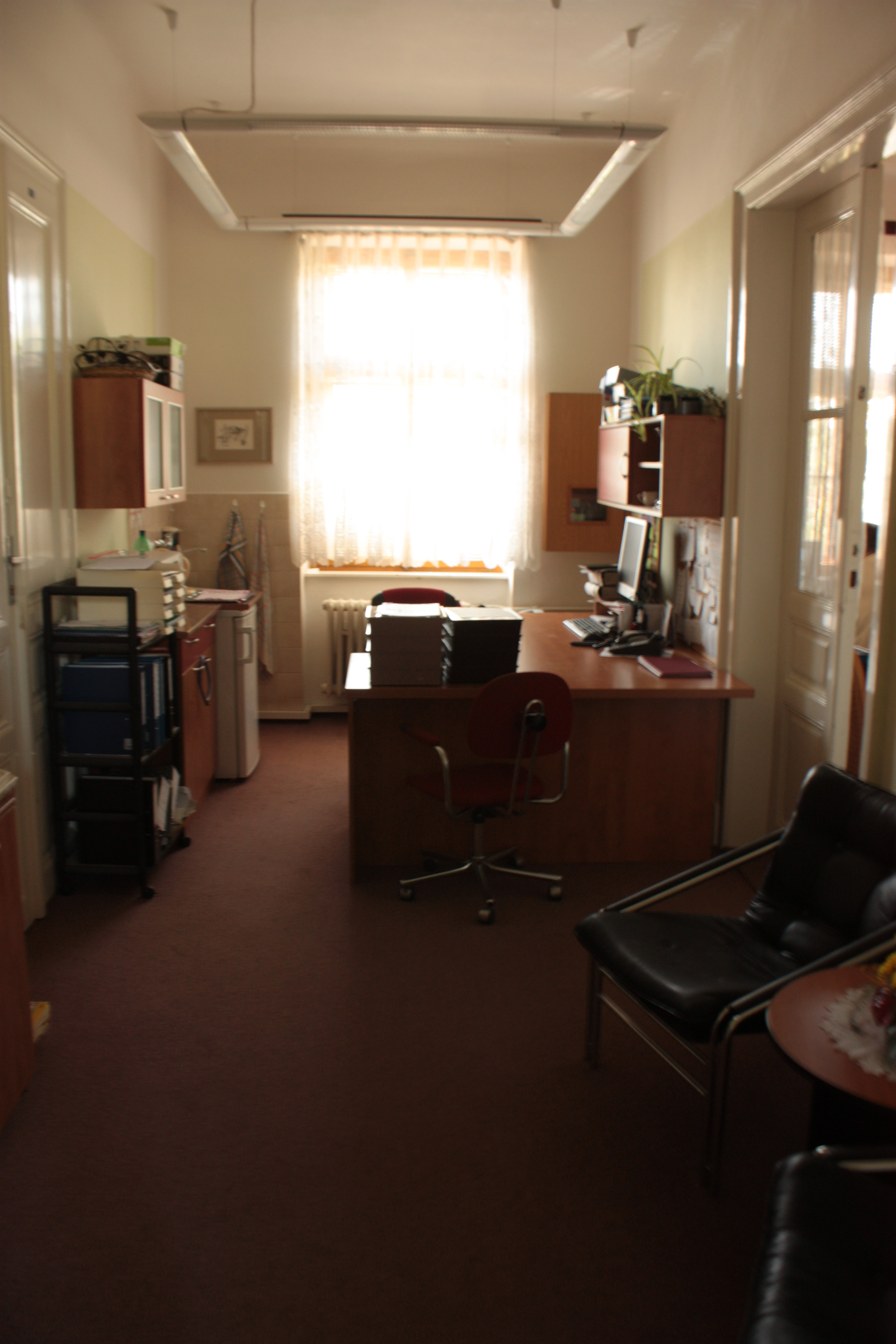
Kancelář zástupkyně ředitele, vlevo vchod do ředitelny.
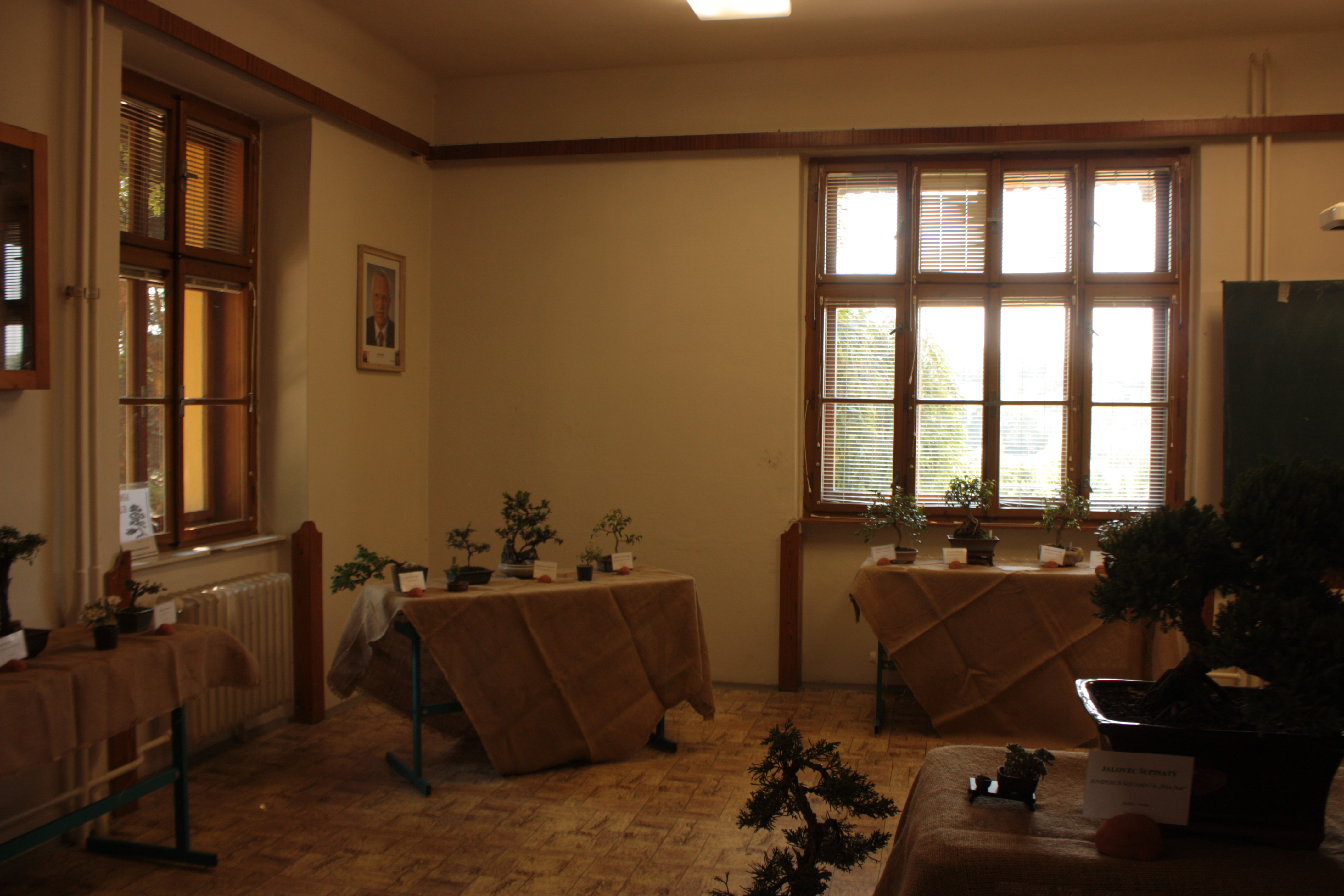
Učebna v hlavní budově, v přízemí, původní široká kastlová okna.
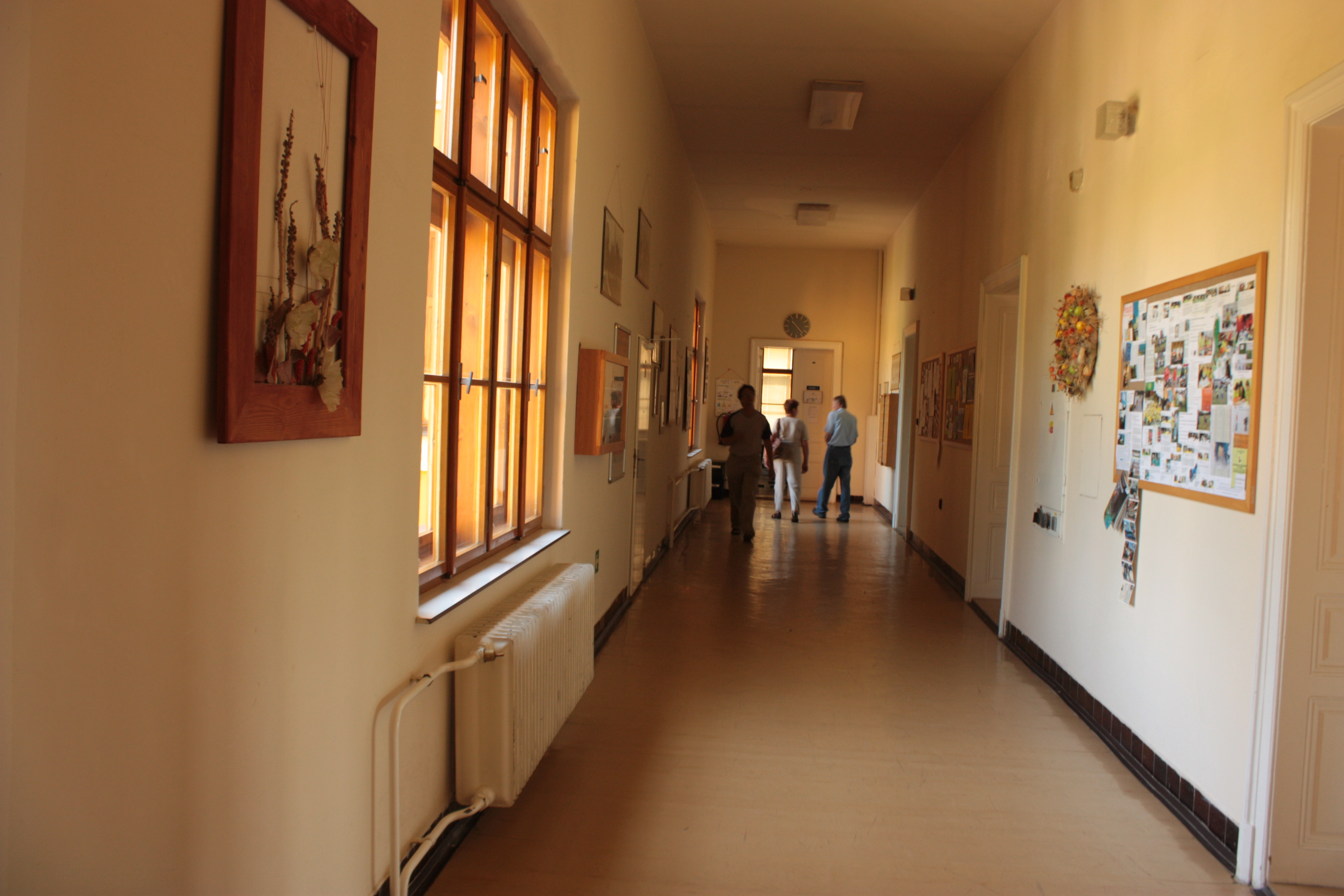
Chodba v prvním patře, vlevo chlapecké WC.

### Restituce a prodej pozemků
S ohledem na zmenšující se vytíženost školy, jsou přičleněny další obory, jako studium ekologie, nebo obor opravář zemědělských strojů, řidič, a podobně. Ke konci první dekády 21. století je škola sloučena s učilištěm v Rajhradu a výuka zahradnických oborů a ekologie převedena tam. Výuka v budově v Bohunicích je zrušena a objekt zůstává nevyužit. Pozemky získává několik skupin vlastníků. Restituční nároky skoupil brněnský spekulant s pozemky pan Karel Wimětal, čímž dochází zmenšení celé plochy na polovinu. Později se také objevují dohady ohledně postupu firmy Petra Liškutína (P. Liškutín, Kuroslepy 92 ), November Rain, jež nakoupila pozemky výhodně od Vysoké školy Karla Engliše. Vysoká škola pozemky zrušené zemědělské školy nakoupila jako jediný zájemce při aukci od Jihomoravského kraje. Prostředky na nákup pozemků vysoké škole půjčil právě P. Liškutín, který vzápětí od Vysoké školy Karla Engliše pozemky koupil. Očekává se přitom, že jde o lukrativní pozemky pro výstavbu budov. Po zrušení zemědělské školy jsou stávající objekty nevyužity a chátrají, pozemky pustnou. Po letech dochází v roce 2014 opět k obdělávání části pozemků, především u přilehlých komunikaci. Budova zůstává nevyužitým státním majetkem. Kraj převádí objekt na město Brno. Město údajně nedokáže objekt využít. Objekt školy je od roku 2010 památkově chráněn, město Brno má zájem budovu prodat přímo firmě November Rain, jejímž majitelem je Petr Liškutín, s tvrzením. že jde o dobrého majitele.

## Architektura
Názory, že stavbu navrhl Dušan Jurkovič se potvrdily nálezem původních plánů. Na rozdíl od jeho ostatních Jurkovičových staveb je tato střízlivější. Škola není tolik dekorována okrasnými prvky a přístavbami a nemá tolik typických motivů inspirovaných folklórem, přesto si zachovává poetičnost.

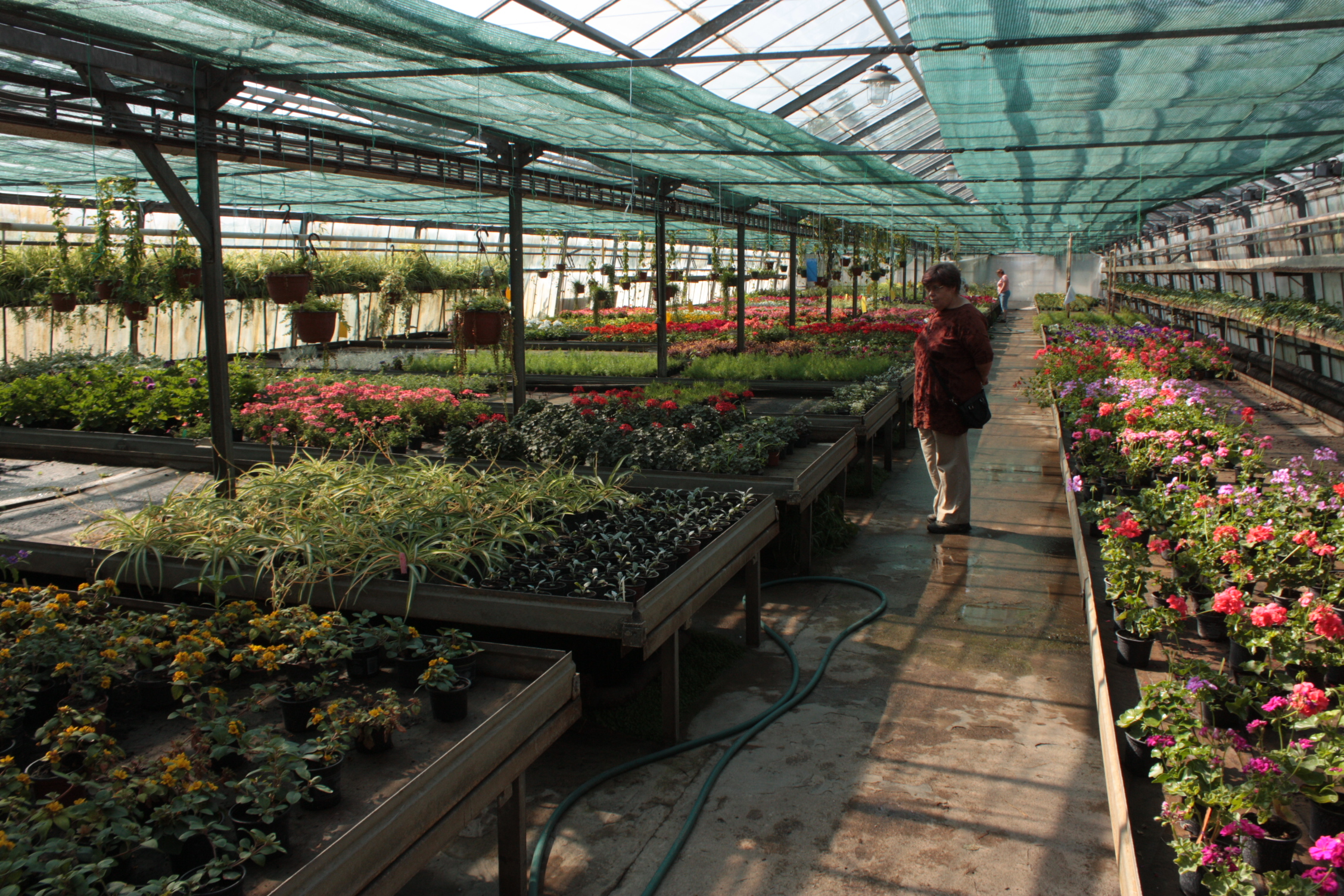
Stolové skleníky ve školním statku.
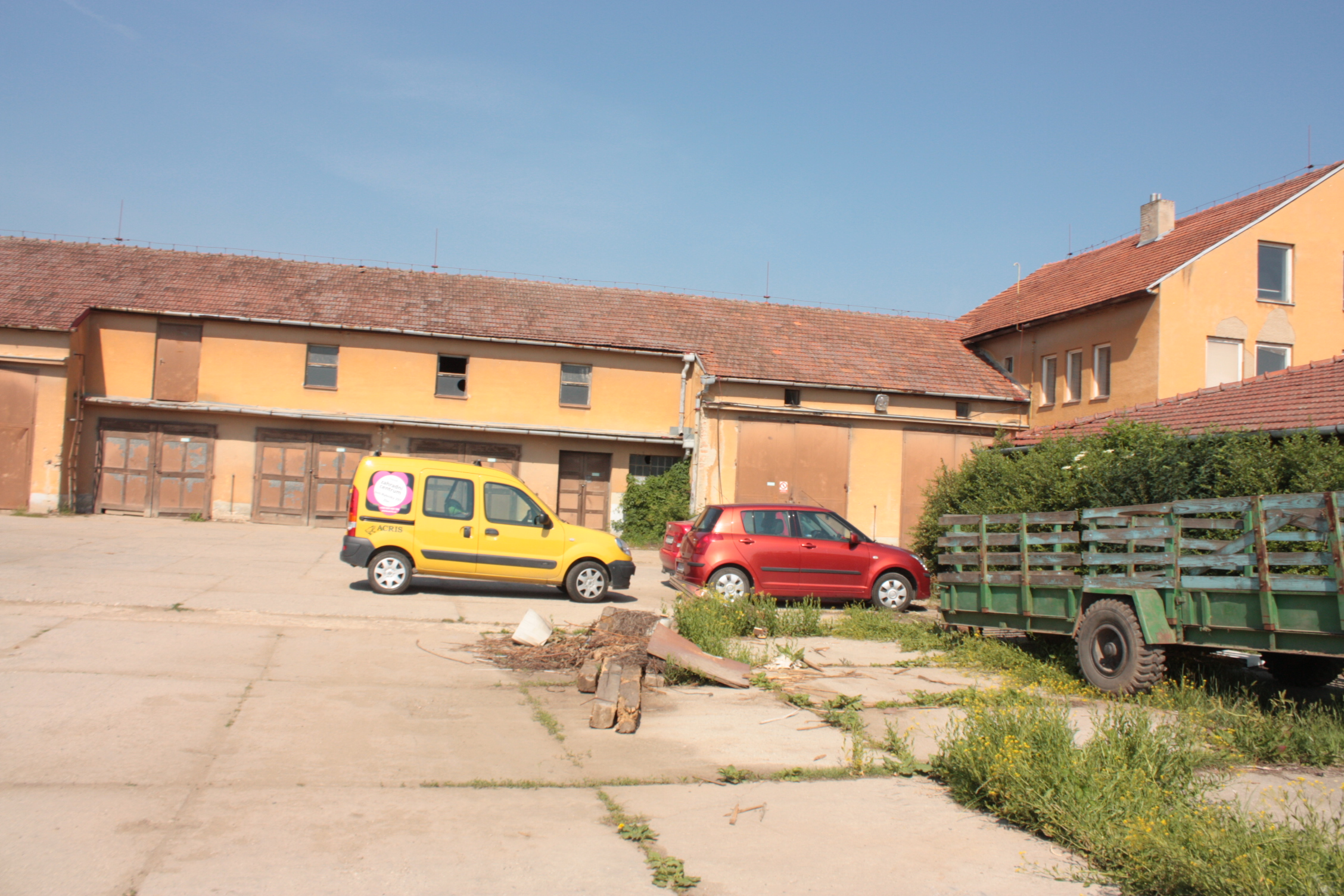
Kovárna a garáže na školním statku.
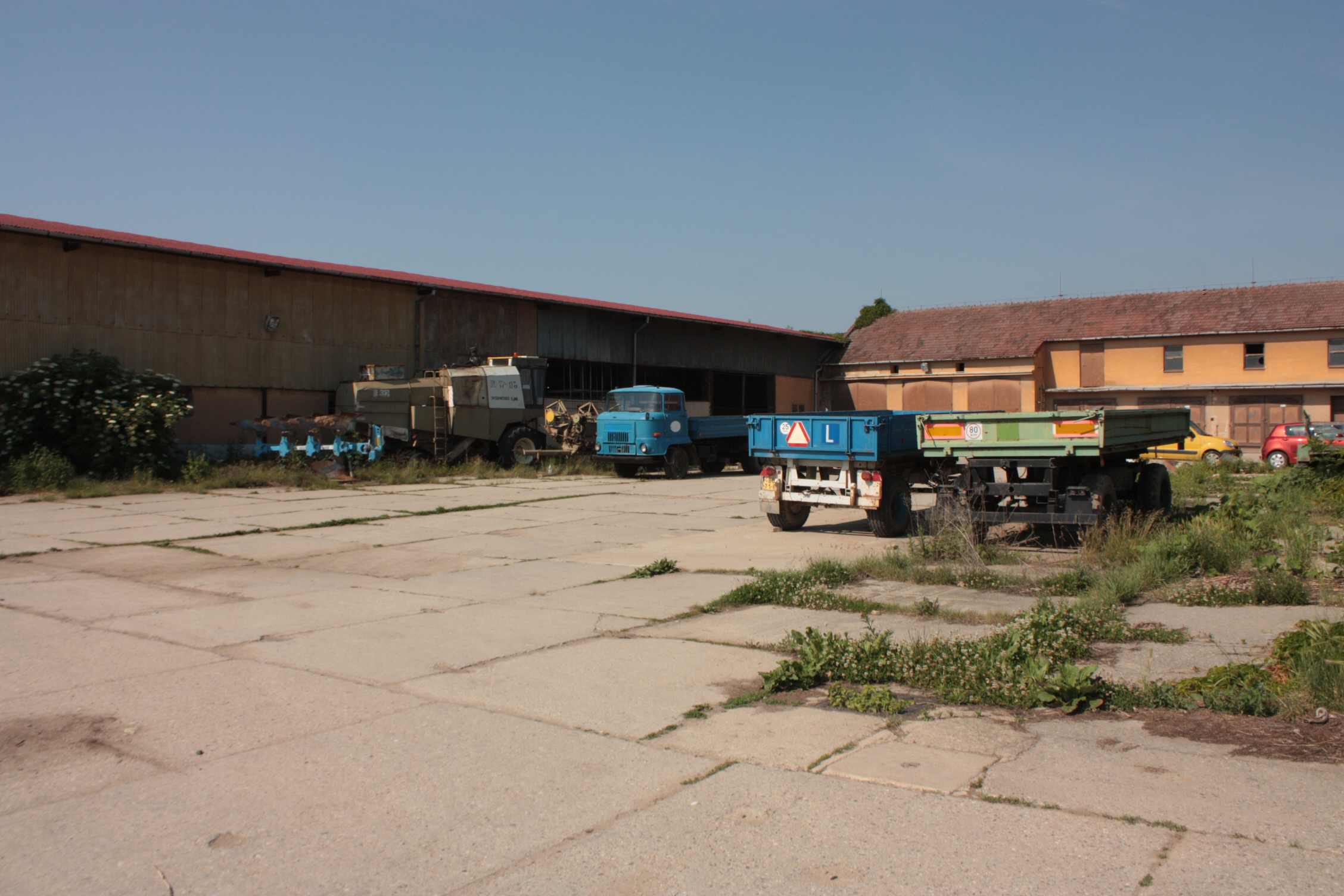
Parkoviště techniky, hala s technikou, nářadím a PHM na školním statku.
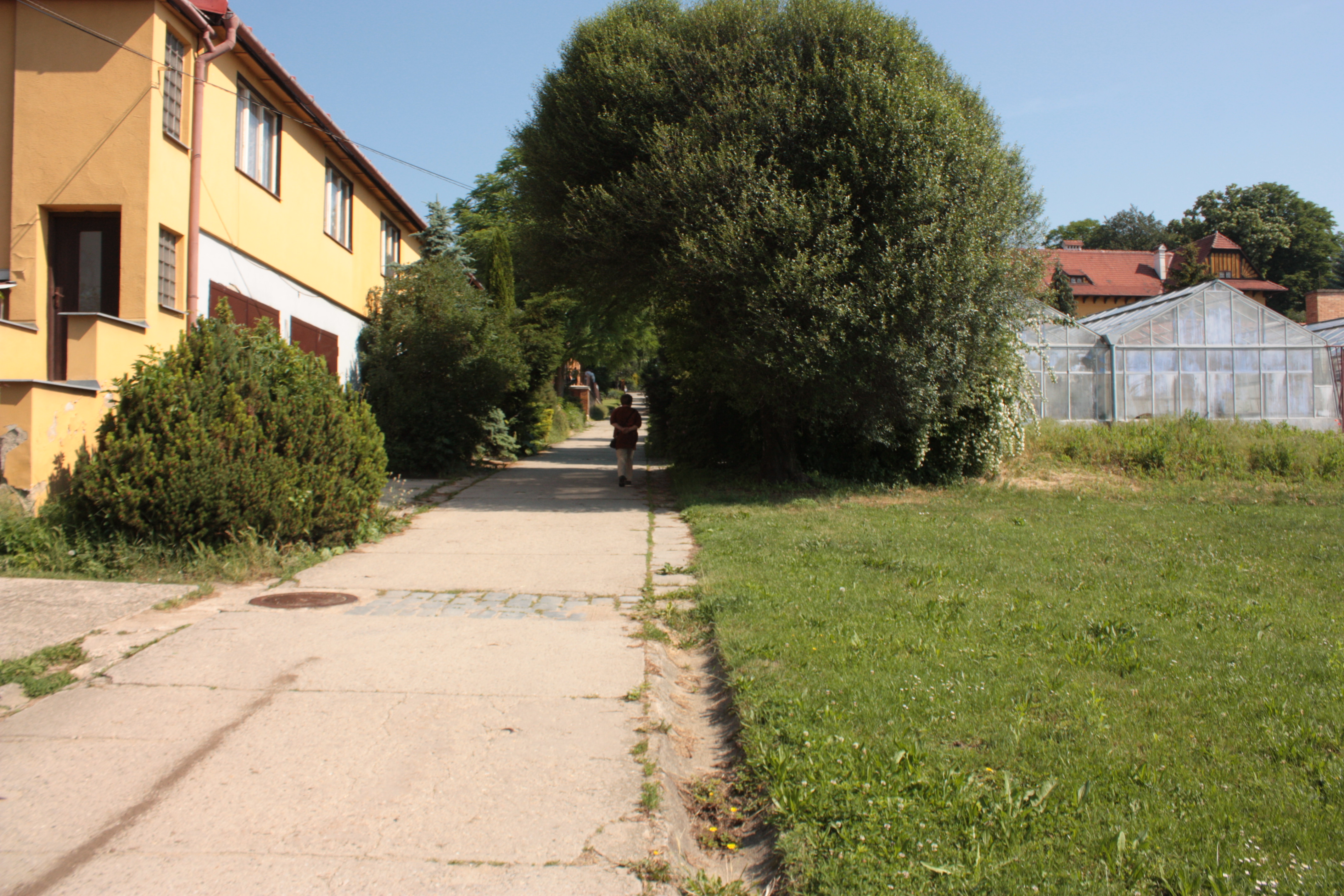
Pohled na cestu nahoru k bráně kolem stolárny, budovy dívčího internátu, učeben praxe a odborných předmětů, a původních sbírkových skleníků s tropickými rostlinami, chlapeckých šaten a "Rampy".
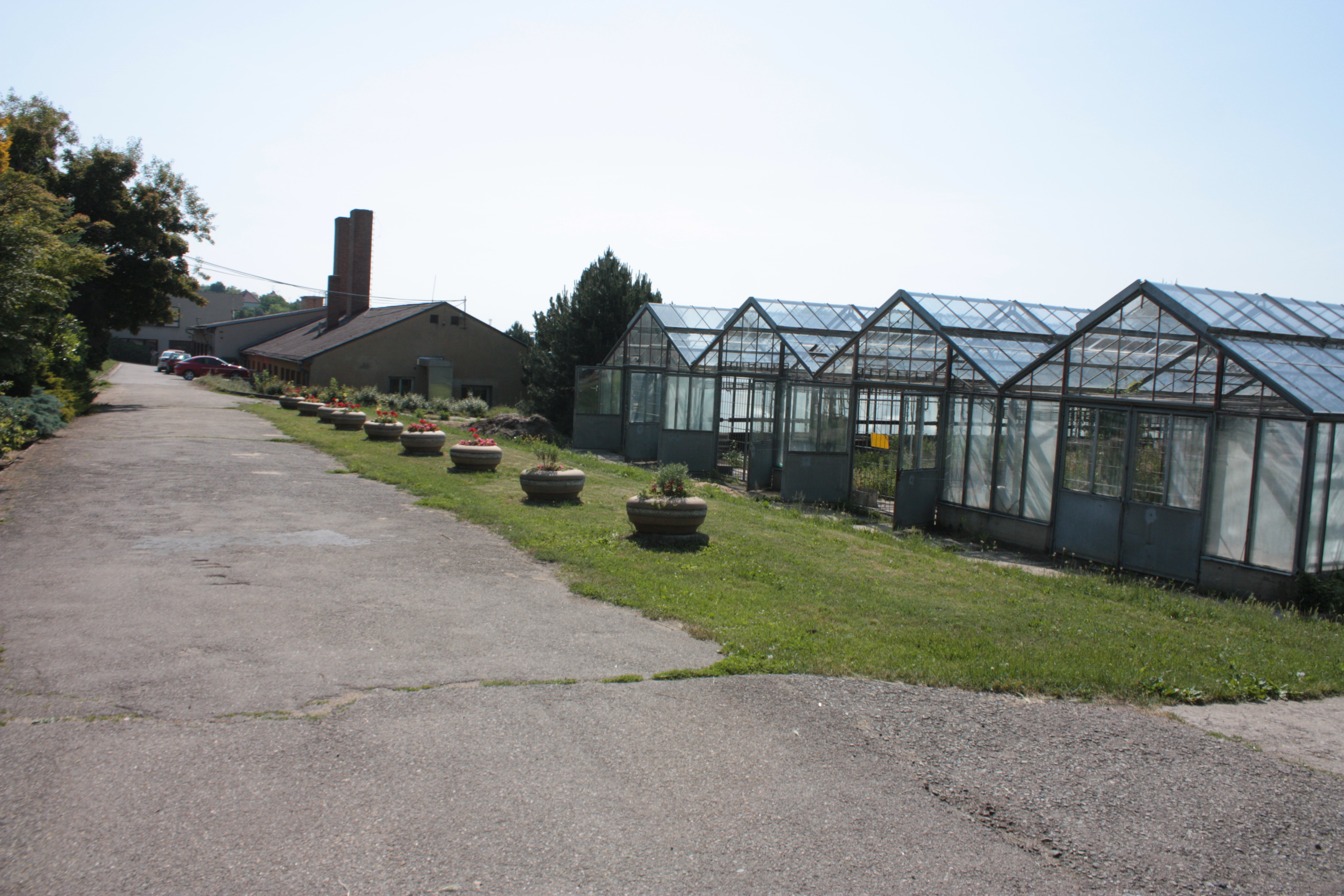
Pohled směrem k původní pracovně se skleníky pro výuku praxe, vpravo nové produkční skleníky s řezanými rostlinami.
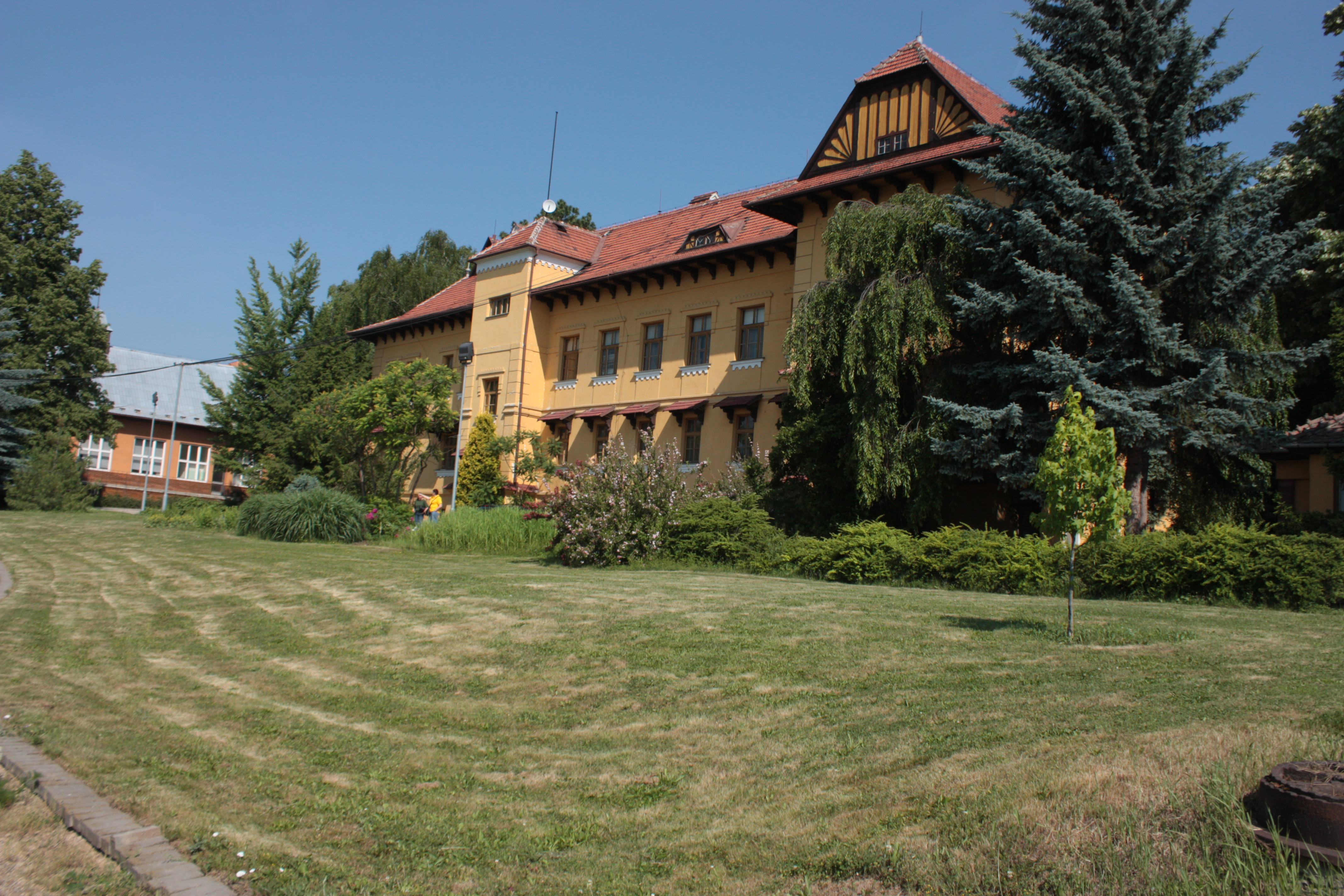
Pohled zezadu na budovu školy.